# Gwardia Warszawa
Gwardia Warschau (offiziell Warszawski Klub Sportowy Gwardia Warszawa) ist ein polnischer Sportverein aus der Hauptstadt Warschau, der vor allem durch seine Fußballabteilung bekannt wurde. Der größte Erfolg des Vereins war der polnische Pokalgewinn in der Saison 1953/1954. Von 1964 bis 1966 wurde Gwardia Warschau von der polnischen Trainerlegende Kazimierz Górski trainiert. Die Mannschaft trägt ihre Heimspiele im 9.000 Zuschauer fassenden Stadion WKS Gwardia Warszawa aus.
Seit dem Abstieg 2007/08 in die Klasa okręgowa, die sechsthöchste Spielklasse in Polen, blieb der Verein in den untersten Regionen des polnischen Ligafußballs hängen und spielt derzeit sogar nur noch in der siebtklassigen Klasa A.

## Erfolge
- Polnische Fußballmeisterschaft
  - Vizemeister: 1957
  - Dritter: 1959, 1973
- Polnischer Fußballpokal
  - Sieger: 1954
  - Finalist: 1974

## Europapokalbilanz
| Saison  | Wettbewerb                    | Runde    | Gegner                    | Gesamt          | Hin             | Rück          |
| ------- | ----------------------------- | -------- | ------------------------- | --------------- | --------------- | ------------- |
| 1955/56 | Europapokal der Landesmeister | 1. Runde | Djurgårdens IF            | 1:4             | 0:0 (A)         | 1:4 (H)       |
| 1957/58 | Europapokal der Landesmeister | Vorrunde | SC Wismut Karl-Marx-Stadt | 05:5(L)         | 3:1 (H)         | 1:3 (A)       |
| 1957/58 | Europapokal der Landesmeister | Vorrunde | SC Wismut Karl-Marx-Stadt | 05:5(L)         | 1:1 in Berlin 1 |               |
| 1969/70 | Messestädte-Pokal             | 1. Runde | Vojvodina Novi Sad        | 2:1             | 1:0 (A)         | 1:1 (H)       |
| 1969/70 | Messestädte-Pokal             | 2. Runde | Dunfermline Athletic      | 1:3             | 1:2 (A)         | 0:1 (H)       |
| 1973/74 | UEFA-Pokal                    | 1. Runde | Ferencváros Budapest      | 3:1             | 1:0 (A)         | 2:1 (H)       |
| 1973/74 | UEFA-Pokal                    | 2. Runde | Feyenoord Rotterdam       | 2:3             | 1:3 (A)         | 1:0 (H)       |
| 1974/75 | Europapokal der Pokalsieger   | 1. Runde | FC Bologna                | 3:3 (5:3 i. E.) | 2:1 (H)         | 1:2 n. V. (A) |
| 1974/75 | Europapokal der Pokalsieger   | 2. Runde | PSV Eindhoven             | 1:8             | 1:5 (H)         | 0:3 (A)       |

Gesamtbilanz: 19 Spiele, 6 Siege, 3 Unentschieden, 10 Niederlagen, 19:32 Tore (Tordifferenz −13)

## Bekannte Spieler
- Dariusz Dziekanowski
- Roman Kosecki
- Jerzy Kraska
- Joachim Marx
- Andrzej Strejlau
- Antoni Szymanowski
- Ryszard Szymczak
- Stanisław Terlecki
- Dariusz Wdowczyk
- Edmund Zientara
- Władysław Żmuda